# Gornje Pale
Gornje Pale (en serbe cyrillique : Горње Пале) est un village de Bosnie-Herzégovine. Il est situé sur le territoire de la ville d'Istočno Sarajevo, dans la municipalité de Pale et dans la république serbe de Bosnie. Selon les premiers résultats du recensement bosnien de 2013, il compte 716 habitants.

## Géographie
Le village est situé au sud de Pale, sur les bords de la Miljacka.

## Démographie

### Évolution historique de la population dans la localité
| 1948 | 1953 | 1961 | 1971 | 1981 | 1991 | 2013 |
| ---- | ---- | ---- | ---- | ---- | ---- | ---- |
| -    | -    | 406  | 723  | 778  | 368  | 716  |

|  |